# Stranići kod Svetog Lovreča
Stranići kod Svetog Lovreča – wieś w Chorwacji, w żupanii istryjskiej, w gminie Sveti Lovreč. W 2011 roku liczyła 41 mieszkańców.